# كولن آيرلادند
كولن آيرلادند (بالإنجليزية: Colin Ireland) هو مجرم بريطاني، ولد في 16 مارس 1954 في دارتفورد ‏ في المملكة المتحدة، وتوفي في 21 فبراير 2012 في سجن هير ماجستي ويكفيلد ‏ في المملكة المتحدة بسبب مرض.